# Синхронне плавання на Чемпіонаті світу з водних видів спорту 2017 — дует, технічна програма
Змагання з синхронного плавання в технічній програмі дуетів на Чемпіонаті світу з водних видів спорту 2017 відбулися 14 і 16 липня.

## Результати
Попередній раунд розпочався 14 липня о 16:00. Фінал відбувся 16 липня об 11:00.
Зеленим позначено фіналістів
| Місце | Країна         | Плавчині                                       | Попередній раунд | Попередній раунд | Фінал      | Фінал      |
| Місце | Країна         | Плавчині                                       | Очки             | Місце            | Очки       | Місце      |
| ----- | -------------- | ---------------------------------------------- | ---------------- | ---------------- | ---------- | ---------- |
| 1     | Росія          | Світлана Колесніченко Олександра Пацкевич      | 95.0062          | 1                | 95.0515    | 1          |
| 2     | Китай          | Цзян Тінтін Цзян Веньвень                      | 92.9033          | 2                | 94.0775    | 2          |
| 3     | Україна        | Анна Волошина Єлизавета Яхно                   | 90.6940          | 3                | 92.6482    | 3          |
| 4     | Японія         | Юкіко Інуі Маі Накамура                        | 90.1304          | 4                | 92.0572    | 4          |
| 5     | Іспанія        | Она Карбонелл Паула Рамірес                    | 89.2965          | 5                | 90.7507    | 5          |
| 6     | Італія         | Лінда Черруті Констанца Ферро                  | 87.8125          | 6                | 89.2463    | 6          |
| 7     | Канада         | Клаудія Голзнер Жаклін Сімоно                  | 87.7081          | 7                | 87.6523    | 7          |
| 8     | Австрія        | Анна-Марія Александрі Ейріні-Марина Александрі | 85.0805          | 9                | 85.7694    | 8          |
| 9     | Греція         | Евеліна Папазоглу Євангелія Платаніоті         | 85.8407          | 8                | 85.7439    | 9          |
| 10    | Мексика        | Карем Ачач Нурія Діосгадо Гарсія               | 84.8320          | 10               | 85.2599    | 10         |
| 11    | Франція        | Шарлотт Трамбль Лора Трамбль                   | 83.8932          | 11               | 83.9734    | 11         |
| 12    | США            | Аніта Альварес Вікторія Воронецкі              | 83.4526          | 12               | 83.4715    | 12         |
| 13    | Казахстан      | Олександра Неміч Катерина Неміч                | 83.2379          | 13               | Не пройшли | Не пройшли |
| 14    | Північна Корея | Jang Hyon-ok Min Hae-yon                       | 81.5767          | 14               | Не пройшли | Не пройшли |
| 15    | Бразилія       | Луїса Боржес Марія Котіньйо                    | 81.3024          | 15               | Не пройшли | Не пройшли |
| 16    | Білорусь       | Ірина Лиманівська Вероніка Єсіпович            | 80.7824          | 16               | Не пройшли | Не пройшли |
| 17    | Нідерланди     | Брег'є де Брауер Нортьє де Брауер              | 80.3033          | 17               | Не пройшли | Не пройшли |
| 18    | Колумбія       | Естефанія Альварес Моніка Аранго               | 77.8780          | 18               | Не пройшли | Не пройшли |
| 19    | Угорщина       | Софі Кіш Дора Шварц                            | 77.8583          | 19               | Не пройшли | Не пройшли |
| 20    | Чехія          | Альжбета Дуфкова Сабіна Лангерова              | 77.8287          | 20               | Не пройшли | Не пройшли |
| 21    | Німеччина      | Марлен Боєр Даніела Райнгардт                  | 77.4030          | 21               | Не пройшли | Не пройшли |
| 22    | Швейцарія      | Максенс Белліна Марія Піффаретті               | 77.0014          | 22               | Не пройшли | Не пройшли |
| 23    | Узбекистан     | Анастасія Рузметова Гульсанам Юлдашева         | 76.2008          | 23               | Не пройшли | Не пройшли |
| 24    | Туреччина      | Дефне Бакирчи Місра Гюндеш                     | 75.8019          | 24               | Не пройшли | Не пройшли |
| 25    | Єгипет         | Самія Хаграсс Дара Тамер                       | 75.5396          | 25               | Не пройшли | Не пройшли |
| 26    | Ліхтенштейн    | Лара Мехніг Марлюке Шіершер                    | 74.9225          | 26               | Не пройшли | Не пройшли |
| 27    | Ізраїль        | Еден Блехер Яел Полка                          | 74.8385          | 27               | Не пройшли | Не пройшли |
| 28    | Сінгапур       | Деббі Со Мія Йон                               | 74.7393          | 28               | Не пройшли | Не пройшли |
| 29    | Словаччина     | Петра Дюрішова Діана Мішкехова                 | 74.6111          | 29               | Не пройшли | Не пройшли |
| 30    | Аргентина      | Каміла Аррегі Трінідад Лопес                   | 73.8927          | 30               | Не пройшли | Не пройшли |
| 31    | Малайзія       | Гань Хуа Вей Лі Лі Їнг Хуей                    | 73.1753          | 31               | Не пройшли | Не пройшли |
| 32    | Болгарія       | Даніела Бозаджиєва Хрістіна Дам'янова          | 72.4098          | 32               | Не пройшли | Не пройшли |
| 33    | Португалія     | Марія Гонсалвеш Шейла Віейра                   | 71.7694          | 33               | Не пройшли | Не пройшли |
| 34    | Польща         | Юлія Миколайчак Світлана Щепаньська            | 69.6699          | 34               | Не пройшли | Не пройшли |
| 35    | Коста-Рика     | Фіорелла Кальво Наталія Дженкінс               | 69.2287          | 35               | Не пройшли | Не пройшли |
| 36    | ПАР            | Емма Маннерс-Вуд Лаура Страгнелл               | 67.3661          | 36               | Не пройшли | Не пройшли |
| 37    | Нова Зеландія  | Ева Морріс Джеззлі Томас                       | 66.8577          | 37               | Не пройшли | Не пройшли |
| 38    | Куба           | Араснельвіс Аріснельвіс Карісней Гарсія        | 66.1458          | 38               | Не пройшли | Не пройшли |
| 39    | Гонконг        | Харука Кавадзо Крісті Пун                      | 63.7011          | 39               | Не пройшли | Не пройшли |
| 40    | Філіппіни      | Рут Абіера Аллісса Сальвадор                   | 55.5266          | 40               | Не пройшли | Не пройшли |